# دوغ شارب
دوغ شارب (بالإنجليزية: Doug Sharp)‏ هو لاعب هوكي الجليد أمريكي، ولد في 27 نوفمبر 1969 في ماريون في الولايات المتحدة.

## وصلات خارجية
- دوغ شارب على موقع الاتحاد الدولي لألعاب القوى (الإنجليزية)
- دوغ شارب على موقع أوليمبيديا (الإنجليزية)